# (25196) 1998 SH134
1998 أس إتش 134 (ويعرف أيضًا باسم (25196) 1998 أس إتش 134 وفق تسمية الكوكب الصغير) (بالإنجليزية: 1998 SH134)‏ هو كويكب ضمن حزام الكويكبات؛ وترتيبه 25196 من حيث الاكتشاف.
اكتُشف هذا الجُرم الفلكي بواسطة بحث لنكولن عن الكويكبات القريبة من الأرض في 26 سبتمبر 1998.

## وصلات خارجية
- (25196) 1998 SH134 في قاعدة بيانات مختبر الدفع النفاث لأجرام النظام الشمسي الصغيرة

- الاكتشاف · مخطط المدار ·  العناصر المدارية · المعلمات المادية

- (25196) 1998 SH134 على موقع ويكي سكاي: DSS2, SDSS, GALEX, IRAS, Hydrogen α, X-Ray, Astrophoto, Sky Map, Articles and images